# Korpsgeist
Korpsgeist [ˈkoːa̯ɡaɪ̯st] oder auch Corpsgeist (französisch corps ‚Körper(schaft)‘; von lateinisch corpus ‚Körper‘) ist eine Ausformung des „Wir-Gefühls“ einer Eigengruppe, insbesondere einer nur oder überwiegend aus Männern bestehenden.
Korpsgeist ist eine besondere Ausprägung von Zusammenhalt, Solidarität, Gruppendenken und Gruppennormen innerhalb einer Gruppe, der allgemein auch als Gemeinschaftsgefühl, Teamgeist oder Gruppenkohäsion bezeichnet wird.
Im militärischen Kontext der Gefahrengemeinschaft wurde traditionell oft das Gemeinschaftsgefühl in Form von „Kameradschaft und Korpsgeist“ herausgestellt.
In der öffentlichen Debatte wird der Begriff heute oft negativ konnotiert zur Beschreibung intransparenter Strukturen, Gruppenzwang und unethischen Verhaltens innerhalb von Polizei, Militär und ähnlichen Gruppierungen verwendet.

## Definition
Der Begriff leitet sich aus dem französischen esprit de corps ab, das zunächst begrifflich neutral eine Gemeinschaft von Personen des gleichen Standes bezeichnet. Eine historische Definition findet sich im Brockhaus von 1911, der schreibt, Korpsgeist sei „die tätigste Teilnahme jedes einzelnen an dem gemeinschaftlichen Wohl aller, unter Beiseitesetzung aller egoistisch-persönlichen Rücksichten“.
Von Korpsgeist spricht man nach heutiger Definition, wenn eine emotionale Gemeinschaft innerhalb einer objektiv abgrenzbaren Gesellschaftsgruppe entsteht, die nach außen hin einheitlich auftritt und untereinander solidarisch handelt und dadurch persönliche Bindungen über das rein gesellschaftliche Maß hinaus fördert.
Im negativen Sinne wurde mit diesem Begriff teilweise auch „Standesdünkel“ assoziiert.

## Geschichte
Bereits die mittelalterlichen Ritterorden waren geprägt vom Korpsgeist, indem sie einheitliche Kleidung, Ordenszeichen, Banner und Siegel führten. Weitere Bedeutung erlangte der Korpsgeist in der frühen Neuzeit bei der preußischen Armee, als adelige Offiziere als Angehörige einer vermeintlich exklusiven Schicht einen Esprit de Corps mit eigenem Verhaltenskodex und einheitlicher rangunabhängiger Kleidung entwickelten. Dieses Verhalten war im 19. Jahrhundert auch an deutschen Universitäten und bei den studentischen Verbindungen zu beobachten. Der deutsche Jurist Ernst Wichert schrieb:

„Auf den Universitäten wucherte der Korpsgeist und impfte sich nach und nach auch den Burschenschaften ein, die nicht minderwertig erscheinen wollten“

Gegenwärtig wird öfter in Zusammenhang mit dem Militärwesen, der Polizeikultur sowie auch der Justiz und der Politik von Korpsgeist oder auch Schulterschlusseffekt gesprochen.
Anfang 2017 wurde durch das Bekanntwerden von Missbrauchsfällen in der Bundeswehr in Pfullendorf und Sondershausen eine öffentliche Debatte über den Korpsgeist in den deutschen Streitkräften ausgelöst.
Aus Japan ist ein familienähnliches Zusammengehörigkeitsgefühl und eine enge Bindung der Beschäftigten an die jeweiligen Unternehmen bekannt. In den Vereinigten Staaten von Amerika fördern einige Unternehmen die Bildung eines Gemeinschaftsgefühls durch gezielte Maßnahmen als Instrument der Mitarbeitermotivation. So versammeln sich die Beschäftigten des Unternehmens Wal-Mart zu Beginn jeden Tages, rufen Parolen und vollführen bestimmte Gesten, wie den sogenannten Squiggly. Teilweise werden ähnliche Methoden auch von der europäischen Wirtschaft übernommen. In manchen Schulen wird das Zusammengehörigkeitsgefühl durch Appelle, (Sprech-)Gesänge oder bestimmte Slogans und Floskeln anlässlich täglicher oder wöchentlicher Zusammenkünfte gestärkt.
Im Zusammenhang mit der Diskussion um Rechtsextremismus in der Elite-Gruppierung Kommando-Spezialkräfte in Calw sagte die damalige Bundesverteidigungsministerin Annegret Kramp-Karrenbauer:

„Die 2. Kompanie Kommandokräfte wird aufgelöst. Hier wurde im April 2017 mit einer „Feier“ rechtsextremistisches Verhalten offensichtlich, das zum Teil bis heute aus falsch verstandenem Korpsgeist durch Einzelne gedeckt wird.“

## Audio
- Täter in Uniform – Polizeigewalt in Deutschland, von Marie von Kuck, Deutschlandfunk, Das Feature, 24. Juli 2018, 43.53 Minuten